# Přátelé Šumavy
Přátelé Šumavy je občanské sdružení se sídlem v obci Strašín, je zaměřeno na zachování a rozvíjení principů občanské společnosti a trvale udržitelného způsobu života a rozvoje regionu Šumavy a Pošumaví.

## Založení
Většina zakladatelů občanského sdružení Přátelé Šumavy pochází ze sdružení Šumava nad zlato, které stálo v popředí boje proti těžbě zlata u Kašperských Hor. Sdružení má v současné době 38 členů a také celou řadu příznivců, kteří se zajímají nejen o dění v šumavském národním parku, ale také o historii a rozvoj pošumavského regionu. Sídlem občanského sdružení Přátelé Šumavy je Strašín, obec ležící v krajině přírodního parku Kašperskohorská vrchovina.

## Činnost
V roce 2009, na základě Smlouvy uzavřené se Správou NP a CHKO Šumava, začalo sdružení zajišťovat pravidelný provoz infocentra ve Strašíně, které poskytuje informace o Pošumavském regionu, jeho historii, tipy na výlety. Infocentrum také působí jako zdroj základních informací o NP Šumava a jako "odrazový můstek" pro výběr turistických cílů na území parku pro návštěvníky ubytované v místních rekreačních střediscích a i pro ty, kteří pouze projíždějí a směřují dále na území NP Šumava.
Hlavní pozornost občanského sdružení Přátelé Šumavy je zaměřena na kontinuitu záměrů, které si vytyčili při vzniku – ochrana přírody a krajiny v intencích zásad platných pro obecně prospěšnou činnost.
Úzce spolupracuje s dalšími ekologickými sdruženími, zejména s Hnutím Duha a bavorským Bund Naturschutz (Bund Naturschutz in Bayern). Zúčastňuje se schůzek českých, bavorských a rakouských občanských sdružení v rámci Grünes Band.
Sdružení se vyjadřuje k problémům v NP Šumava a to jak formou dopisů politickým představitelům, tak vyjádřeními pro tisk. Například reagovalo na článek v Parlamentních listech „Jirsa (ODS): Nevládní organizace dovedly Šumavu k hektarům uschlých staletých lesů“   a reagovalo na projevy prezidenta České republiky, V.Klause„…Pan prezident Václav Klaus nám při své návštěvě lesnické školy v Písku sdělil, že se zasadí o kácení stromů v Národním parku Šumava.… …Jako sdružení občanů Přátelé Šumavy, převážně bydlících, pracujících a podnikajících na Šumavě jasně říkáme panu prezidentovi NE !…“ Přátelé Šumavy je organizace, která vyjadřuje obavu o další směřování NP Šumava.

## Cíle
Kromě činnosti týkající se ochrany přírody a krajiny je jedním z hlavních zájmů sdružení  informační, poradenská a publicistická činnost a propagace a prosazování principů občanské společnosti a trvale udržitelného způsobu života a rozvoje regionu Šumavy a Pošumaví. 

## Výsledky
Výuka Šumavou Členové úspěšně dokončili projekt Výuka Šumavou aneb kompetenční výuka v praxi, jehož partnery byly SNP a CHKO Šumava, Muzeum Sušice, ZŠ Kašperské Hory a odbory školství, mládeže a tělovýchovy Jihočeského a Plzeňského kraje. Na projektu se podílelo dvanáct škol ze tří okresů a dvou krajů, do kterých zasahuje Šumava a Pošumaví. Záměrem projektu bylo vzbudit u mladé generace zájem o krajinu a místo, kde žije, naučit ji pochopit a vnímat historický vývoj svého území ve vztahu se současným děním a jeho kulturním vývojem. Žáci shromažďovali staré dobové fotografie krajiny, architektury a osobností a pátrali po historii zobrazených objektů. Poté vyhledávali místa ze starých obrázků a fotografovali je. Vzniklé tzv. fotodvojice, které zachycovaly vývoj různých míst v čase, se staly základem knihy Výuka Šumavou a stejnojmenné putovní výstavy.
Agenda 21 Sdružení spolupracuje s obcí Strašín na realizaci principů místní Agendy 21 (programový dokument OSN) – zdraví, kvalita života a udržitelný rozvoj v podmínkách šumavského regionu. Obec Strašín, jako jediná malá obec, se stala členem Národní sítě zdravých měst  ČR (NSZM). V říjnu 2005 se například podílelo společně s obcí Strašín a NSZM ČR na uspořádání veřejného projednání plánu rozvoje obce.
Publicistická činnost Občanské sdružení Přátelé Šumavy a OÚ ve Strašíně vydaly brožurky Strašínskem, krajinou šumavského domova, putujeme po svých, Strašínskem putujeme za křížky, které poskytují informace o historii regionu, vybízí ke zkoumání místního kraje. Členové O. S. se také podíleli na sestavovaní dalších brožurek, týkajících se Strašínska.
Kulturní rozvoj Sdružení se podílelo na přípravě pamětní desky prof. MUDr. Karlu Raškovi ve Strašíně.